# Laurent Jalabert
Laurent Jalabert (Mazamet, 30 novembre 1968) è un ex ciclista su strada e dirigente sportivo francese.
Professionista dal 1989 al 2002, soprannominato Jaja, è stato uno dei ciclisti più completi della sua epoca. In carriera si è aggiudicato la Vuelta a España 1995 e ben 25 vittorie di tappa complessive nei tre Grande Giri, tre al Giro d'Italia, quattro alla Tour de France e diciotto alla Vuelta a España. Ha conquistato inoltre la classifica a punti in tutte e tre le grandi corse a tappe (ben quattro volte alla Vuelta), e quella degli scalatori sia al Tour che alla Vuelta.
In carriera ha vestito il simbolo del primato in classifica generale in tutte e tre le competizioni, indossando per otto giorni la maglia rosa al Giro d'Italia 1999, quattro volte la maglia gialla alla Grande Boucle, nelle edizioni del 1995 e del 2000, ed in ventiquattro occasioni la maglia amarillo alla Vuelta, diciannove giorni nel 1995 e per altre cinque volte nelle tre edizioni successive. Nel suo palmarès figurano grandi classiche, quali Milano-Sanremo, Giro di Lombardia, due Freccia Vallone ed altrettante Clásica San Sebastián, ma anche brevi corsa a tappe, fra cui Parigi-Nizza (per tre volte), Tour de Romandie, Vuelta al País Vasco e Volta Ciclista a Catalunya, nonché la prova in linea ai campionati francesi del 1998.
Nel 1992 è stato medaglia d'argento nella prova in linea ai Campionati del mondo di Benidorm, mentre nel 1997 conquistò la maglia iridata nella prova a cronometro. In quattro occasioni ha concluso la stagione in testa all'UCI World Ranking, nel 1995, 1996, 1997, e 1999.
Anche suo fratello Nicolas Jalabert è stato un ciclista professionista, sebbene di minore fortuna.

## Carriera

### Gli esordi
Originario del Tarn, passa professionista nel 1989 con la Toshiba, ex La Vie Claire, la squadra fondata da Bernard Tapie e diretta da Yves Hézard. Nel maggio dello stesso anno ottiene i primi successi da pro vincendo una frazione e la classifica finale del Tour d'Armorique in Bretagna. Nel 1990 si classifica secondo nella classifica a punti della Vuelta a España e alla Clásica San Sebastián, nonché sesto ai campionati del mondo di Utsunomiya. L'anno dopo è secondo nella classifica finale della Parigi-Nizza e al Campionato di Zurigo, secondo nella graduatoria a punti del Tour de France e secondo anche nella classifica di Coppa del mondo grazie ai diversi piazzamenti Top 10 nelle classiche di calendario. A fine stagione, con la chiusura della squadra Toshiba, si trasferisce in Spagna per correre nella ONCE di Pablo Antón e Manolo Saiz, affiancando il capitano Alex Zülle.

### 1992-1995: il passaggio alla ONCE e la vittoria alla Vuelta
Nel 1992 conquista la maglia verde della classifica a punti al Tour de France, vincendo anche la sua prima tappa nella Grande Boucle, quella con arrivo a Bruxelles. Nel finale di stagione vince anche tre tappe alla Vuelta a Burgos e altrettante alla Volta Ciclista a Catalunya, ed è inoltre medaglia d'argento nella prova in linea dei Campionati del mondo di Benidorm, battuto in una volata ristretta dall'italiano Gianni Bugno. Nella stagione seguente, dopo alcuni piazzamenti nelle classiche primaverili, vince due tappe alla Vuelta a España e due alla Volta Ciclista a Catalunya, oltre a numerose prove e frazioni di gare del calendario spagnolo. Nel 1994, dopo una buona primavera che lo vede imporsi in ben sette tappe—perlopiù in volata—e nella classifica a punti alla Vuelta a España, è vittima di una brutta caduta il 3 luglio ad Armentières durante la prima frazione del Tour de France: nella volata finale della tappa impatta contro un poliziotto sportosi dalle transenne, cadendo e rimediando diverse fratture anche facciali (alla mandibola e agli zigomi). Rientrato alle corse dopo circa due mesi, torna anche al successo con una vittoria parziale alla Volta Ciclista a Catalunya.
Nel 1995 dimostra di essere un corridore capace di vincere in qualsiasi tipo di gara: tra marzo e giugno vince infatti due importanti classiche di primavera, la Milano-Sanremo e la Freccia Vallone, ma anche gare di una settimana, che rimarranno il suo terreno preferito (la Parigi-Nizza e la Volta Ciclista a Catalunya); in luglio conclude invece al quarto posto il Tour de France, aggiudicandosi una vittoria di tappa e per la seconda volta la maglia verde, e vestendo inoltre la maglia gialla per due giorni. In settembre conquista infine la classifica generale della Vuelta a España: Jalabert domina la gara, veste la maglia amarillo per diciannove giorni, e fa sue anche cinque tappe e le classifiche a punti e scalatori, oltre alla graduatoria a squadre con la sua ONCE. Nel corso di quella Vuelta è anche protagonista di un gesto di grande sportività: durante la tappa di Sierra Nevada raggiunge negli ultimi metri il tedesco Bert Dietz, autore di una fuga di 200 chilometri, tuttavia rallenta e lo lascia vincere. Grazie ai numerosi successi (ventidue esclusi circuiti e classifiche accessorie), al termine della stagione è il ciclista numero uno al mondo sia nella classifica mondiale UCI che per la stampa internazionale.

### 1996-2002: gli ultimi anni
Atteso dai francesi come il successore di Bernard Hinault (vincitore di 5 Tour), non riuscirà più a lottare per i primissimi posti della classifica del Tour, ma sarà comunque capace di specializzarsi nelle gare contro il tempo, continuando a brillare in corse a tappe quali il Giro d'Italia (quarto nel 1999) e il Giro della Svizzera (secondo sempre nel 1999). Dopo aver lasciato la squadra della ONCE alla fine del 2000, conclude la carriera nella CSC-Tiscali tornando ad entusiasmare i francesi negli ultimi due Tour disputati (2001 e 2002) dove conquista la maglia a pois di miglior scalatore.

## Dopo il ritiro
Dal 2003 collabora con la televisione francese. Dal 2009 al 2013 è stato commissario tecnico della nazionale francese maschile di ciclismo su strada.

## Palmarès
- 1989

1ª tappa Tour d'Armorique
Classifica generale Tour d'Armorique
3ª tappa Tour du Limousin
- 1990

Paris-Bourges
3ª tappa Circuit de la Sarthe
- 1991

Classifica generale Quatre Jours de Dunkerque
- 1992

3ª tappa Euskal Bizikleta
6ª tappa Tour de France (Bruxelles)
3ª tappa Vuelta a Burgos
4ª tappa Vuelta a Burgos
6ª tappa Vuelta a Burgos
1ª tappa Volta Ciclista a Catalunya
4ª tappa Volta Ciclista a Catalunya
6ª tappa Volta Ciclista a Catalunya
- 1993

4ª prova Challenge de Mallorca (Trofeo Manacor)
5ª prova Challenge de Mallorca (Trofeo Soller)
Classifica generale Challenge de Mallorca
Trofeo Luis Puig
6ª tappa Volta a la Comunitat Valenciana
8ª tappa Parigi-Nizza
3ª tappa Vuelta a España (Vigo > Orense)
7ª tappa Vuelta a España (Logroño > Pamplona)
Classifica generale Clásica de Alcobendas
3ª tappa Vuelta a Asturias
5ª tappa Trofeo Castilla y León
4ª tappa Volta Ciclista a Catalunya
5ª tappa Volta Ciclista a Catalunya
2ª tappa Vuelta a La Rioja
3ª tappa Vuelta a La Rioja
Classifica generale Vuelta a La Rioja
- 1994

2ª tappa Vuelta al País Vasco
2ª tappa Vuelta a España (Valladolid > Salamanca)
3ª tappa Vuelta a España (Salamanca > Cáceres)
5ª tappa Vuelta a España (Cordova > Granada)
12ª tappa Vuelta a España (Benasque > Saragozza)
13ª tappa Vuelta a España (Saragozza > Pamplona)
16ª tappa Vuelta a España (Santander > Lagos de Covadonga)
21ª tappa Vuelta a España (Destilerias DYC > Madrid)
5ª tappa Grand Prix du Midi Libre
5ª tappa Volta Ciclista a Catalunya
- 1995

1ª tappa Critérium International
2ª tappa Critérium International
Classifica generale Critérium International
Klasika Primavera
Trofeo Llucmajor
2ª tappa Volta a la Comunitat Valenciana
2ª tappa Parigi-Nizza
Classifica generale Parigi-Nizza
Milano-Sanremo
Freccia Vallone
1ª tappa Volta Ciclista a Catalunya
7ª tappa Volta Ciclista a Catalunya
Classifica generale Volta Ciclista a Catalunya
12ª tappa Tour de France (Mende)
3ª tappa Vuelta a España (Santander > Alto del Naranco)
5ª tappa Vuelta a España (La Coruña > Orense)
8ª tappa Vuelta a España (Salamanca > Ávila)
15ª tappa Vuelta a España (Barcellona > Barcellona)
17ª tappa Vuelta a España (Salardú > Luz-Ardiden)
Classifica generale Vuelta a España
- 1996

Classifica generale Route du Sud
Classic Haribo
1ª tappa Volta a la Comunitat Valenciana
Classifica generale Volta a la Comunitat Valenciana
3ª tappa Paris-Nice
4ª tappa Paris-Nice
Classifica generale Paris-Nice
1ª tappa Vuelta al País Vasco
Classifica generale Grand Prix du Midi Libre
Classique des Alpes
3ª tappa Vuelta a España
13ª tappa Vuelta a España
- 1997

3ª tappa Vuelta a Castilla y León
5ª prova Challenge de Mallorca (Trofeo Soller)
Classifica generale Challenge de Mallorca
1ª tappa Paris-Nice
6ª tappa Paris-Nice
Classifica generale Paris-Nice
2ª tappa Vuelta al País Vasco
4ª tappa Vuelta al País Vasco
Freccia Vallone
2ª tappa Vuelta a Burgos
Classifica generale Vuelta a Burgos
6ª tappa Vuelta a España (Málaga > Granada)
20ª tappa Vuelta a España (Los Ángeles de San Rafael > Ávila)
Campionati del mondo, Prova a cronometro
Milano-Torino
Giro di Lombardia
- 1998

Campionati francesi, Prova in linea
Tour du Haut-Var
1ª tappa Vuelta al País Vasco
5ª tappa Vuelta al País Vasco
1ª tappa Vuelta a Asturias
6ª tappa Vuelta a Asturias
Classifica generale Vuelta a Asturias
Classique des Alpes
1ª tappa Tour de Suisse (Bienne > Bienne)
4ª tappa Tour de Suisse (Oberwald > Varese)
9ª tappa Tour de Suisse (Ittigen > Ittigen)
- 1999

5ª tappa Setmana Catalana
Classifica generale Setmana Catalana
1ª tappa Vuelta al País Vasco
5ª tappa Vuelta al País Vasco
Classifica generale Vuelta al País Vasco
Prologo Tour de Romandie
5ª tappa Tour de Romandie
1ª tappa Tour de Romandie
Classifica generale Tour de Romandie
4ª tappa Giro d'Italia (Terme Luigiane)
9ª tappa Giro d'Italia (Ancona)
16ª tappa Giro d'Italia (Lumezzane)
1ª tappa Tour de Suisse (Soletta)
Prueba Villafranca de Ordizia
- 2000

4ª tappa Tour Méditerranéen
Classifica generale Tour Méditerranéen
3ª tappa Tirreno-Adriatico
5ª tappa Setmana Catalana
Classifica generale Setmana Catalana
4ª tappa Vuelta al País Vasco
7ª tappa Critérium du Dauphiné Libéré
- 2001

4ª tappa Tour de France (Verdun)
7ª tappa Tour de France (Colmar)
Classica di San Sebastián
La Poly Normande
- 2002

Classifica generale Tour du Haut Var
3ª tappa Paris-Nice
Classica di San Sebastián
Coppa Agostoni
CSC Classic

### Altri successi
- 1992

Classifica della regolarità Vuelta a Burgos
Classifica a punti Tour de France
Criterium di Lisieux
- 1994

Classifica a punti Vuelta a España
- 1995

Classifica UCI Road World Rankings
Classifica a punti Tour de France
Classifica a punti Vuelta a España
Classifica scalatori Vuelta a España
Circuit de l'Aulne (Criterium)
Criterium di Calais
Criterium di Camors
- 1996

Classifica UCI Road World Rankings
Classifica a punti Vuelta a España
Criterium Ronde d'Aix en Provence
- 1997

Circuit de l'Aulne (Criterium)
Classifica UCI Road World Rankings
Classifica scalatori Vuelta a Burgos
Classifica a punti Vuelta a España
- 1999

Classifica a punti Giro d'Italia
Classifica UCI Road World Rankings
- 2001

Classifica scalatori Tour de France
Premio della combattività Tour de France
Criterium di Camors
Criterium di Roosendaal
Criterium di Castillon La Bataille
- 2002

Classifica scalatori Tour de France
Premio della combattività Tour de France
Criterium di Lisieux
Criterium di Marcoles

## Piazzamenti

### Grandi Giri
- Giro d'Italia

1992: ritirato (13ª tappa)
1999: 4º
- Tour de France

1991: 71º
1992: 34º
1993: ritirato (17ª tappa)
1994: non partito (2ª tappa)
1995: 4º
1996: ritirato (10ª tappa)
1997: 43º
1998: ritirato (17ª tappa)
2000: 54º
2001: 19º
2002: 42º
- Vuelta a España

1990: 70º
1993: 35º
1994: 75º
1995: vincitore
1996: 19º
1997: 7º
1998: 5º
1999: squalificato (13ª tappa)

### Classiche monumento
- Milano-Sanremo

1990: 41º
1991: 17º
1992: 9º
1993: 4º
1994: 10º
1995: vincitore
1997: 17º
1998: 15º
1999: 114º
2000: 11º
- Giro delle Fiandre

1991: 9º
1992: 24º
1993: 57º
1994: 16º
1997: 80º
- Parigi-Roubaix

1991: 18º
1993: 26º
- Liegi-Bastogne-Liegi

1991: 11º
1992: 57º
1993: 9º
1994: 37º
1995: 4º
1997: 2º
1998: 2º
1999: ritirato
2000: 10º
- Giro di Lombardia

1991: 8º
1994: 22º
1996: 9º
1997: vincitore

### Competizioni mondiali
- Campionati del mondo

Utsunomiya 1990 - In linea: 6º
Stoccarda 1991 - In linea: ritirato
Benidorm 1992 - In linea: 2º
Oslo 1993 - In linea: 15º
Lugano 1996 - In linea: 7º
San Sebastián 1997 - Cronometro: vincitore
San Sebastián 1997 - In linea: 11º
Plouay 2000 - Cronometro: non partito
Plouay 2000 - In linea: ritirato
Zolder 2002 - In linea: 130º
- Giochi olimpici

Atlanta 1996 - In linea: 21º
Atlanta 1996 - Cronometro: 13º
Sydney 2000 - In linea: 5º
Sydney 2000 - Cronometro: 5º

## Riconoscimenti
- Mendrisio d'Oro del Velo Club Mendrisio nel 1995
- Velo d'Or della rivista Vélo Magazine nel 1995
- Miglior ciclista mondiale dell'UCI nel 1995, 1996, 1997 e 1999
- Velo d'Or francese della rivista Vélo Magazine nel 1992, 1995 e 2002